# Ninette (film)
Pour les articles homonymes, voir Ninette.
Pour plus de détails, voir Fiche technique et Distribution.
Ninette est un film espagnol réalisé par José Luis Garci, sorti en 2005.

## Synopsis
Andrés, un Espagnol, part à Paris pour les vacances. Il y rencontre Ninette, la jolie fille - un brin possessive - du propriétaire de son hôtel.

## Fiche technique
- Titre : Ninette
- Réalisation : José Luis Garci
- Scénario : José Luis Garci et Horacio Valcárcel d'après la pièce de théâtre de Miguel Mihura
- Musique : Pablo Cervantes
- Photographie : Raúl Pérez Cubero
- Montage : Miguel González Sinde
- Société de production : Nickel Odeon
- Pays :  Espagne
- Genre : Comédie romantique
- Durée : 118 minutes
- Date de sortie : 
  - Espagne : 12 août 2005

## Distribution
- Carlos Hipólito : Andrés
- Elsa Pataky : Alejandra « Ninette »
- Enrique Villén : Armando
- Beatriz Carvajal : Madame Bernarda
- Fernando Delgado : Monsieur Pierre
- Mar Regueras : Maruja
- Miguel Rellán : Don Roque
- Javivi : le père de Ninette
- María Elena Flores : Melchora

## Distinctions
Le film a été nommé pour sept prix Goya et a reçu le prix de la meilleure direction artistique.